# أكبر أباد (رستاق)
أكبر أباد (بالفارسية: اکبرآباد) هي قرية تقع في إيران في Rostaq Rural District. يقدر عدد سكانها بـ 18 نسمة .